# Psila hennigi
Psila hennigi är en tvåvingeart som först beskrevs av Thompson och Adrian C. Pont 1994.  Psila hennigi ingår i släktet Psila och familjen rotflugor. Inga underarter finns listade i Catalogue of Life.